# 神戸アドベンチスト病院
神戸アドベンチスト病院（こうべアドベンチストびょういん）は、兵庫県神戸市北区にある、セブンスデー・アドベンチスト教団（キリスト教系の新宗教）の経営する病院である。

## 診療科
出典
内科
循環器内科
消化器内科
消化器外科
一般外科
乳腺外科
形成外科
整形外科
産婦人科
産婦人科(生殖医療)
小児科
緩和ケア内科
麻酔科
放射線科
リハビリテーション科

## 指定施設
出典
| 指定保険医療機関           | 兵庫県救急医療告示機関   |
| 指定養育医療機関           | 生活保護法指定医療機関   |
| 結核予防指定医療機関       | 労働災害保険指定医療機関 |
| 厚生労働省認定健康増進施設 |                          |

## 歴史
アドベンチストの医療は、140年前、米国ミシガン州のバトルクリークから始まり、現在では全世界に537の病院と診療所が展開されている。日本には、ほかに70年の歴史を持つ東京衛生アドベンチスト病院や、沖縄のアドベンチストメディカルセンターがある。
前身は1967年1月に神戸市葺合区（現・中央区）に開設された神戸アドベンチスト診療所であり、1973年11月に神戸市北区の誕生と同時に神戸アドベンチスト病院として現在地に新築移転した。初代院長はキリスト教信仰に導かれて来日したジョンソン医師であった。1983年12月には、健康講座・運動教室を行う三育センターや、卵乳菜食を提供するレストラン・シャロームが開設された。1992年6月には兵庫県下ではじめての緩和ケア病棟（ホスピス）が開設された。

## 理念
アドベンチストの医療は、「全人的癒しをめざして（To Make Man Whole）」をモットーとし、単に身体の治療だけではなく、人間全体の癒しをめざしている。神戸アドベンチスト病院でも、最新の医療技術とキリスト教的愛の実践に基づく全人的な癒しをめざし「キリストの愛と確かな医療をもって心と体の癒しをめざします」との理念を掲げている。アドベンチストの医療は、当初から、禁煙・菜食・運動による健康づくりを医療の基本として提唱している。このようなアドベンチスト型ライフスタイルが、生活習慣病の予防に効果的であることは最近の医学的データによっても実証されている。

## 医療

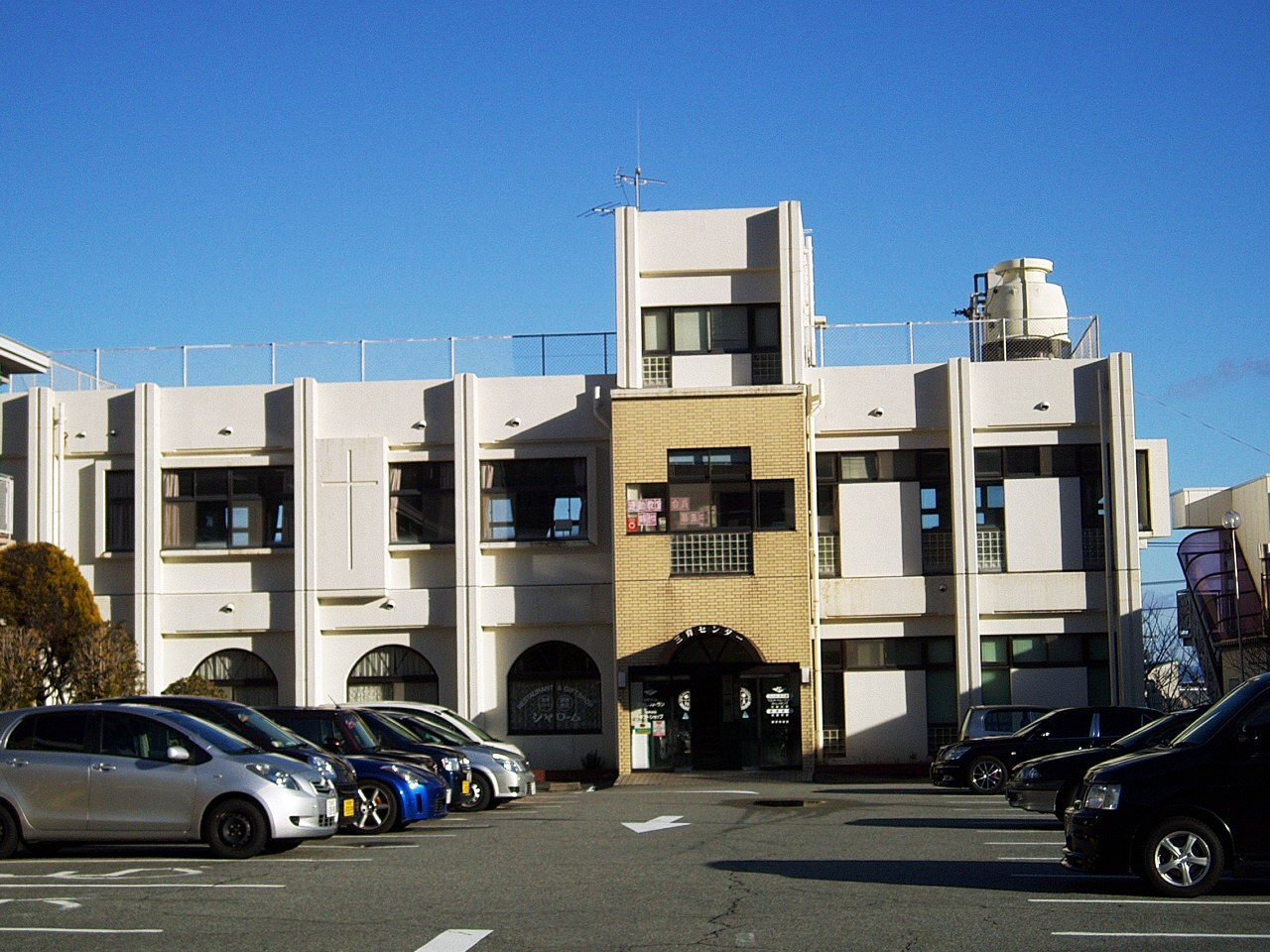
三育センター、菜食レストラン「シャローム」

病床数は116床で、診療科として、総合内科、循環器科、消化器科、小児科、外科、整形外科、脳外科、産婦人科、麻酔科があり、急性期医療に対応している。かつては心療内科も存在したが、2011年6月に閉科した。
その他、健康講座・運動教室などを行う三育センターや菜食レストラン・シャロームを併設しており、禁煙・菜食・運動を柱とした積極的な健康づくりを推進している。また、創立以来、お産の病院としても広く知られ、体外受精など最先端の不妊治療も行われている。
さらに、21床からなるホスピス（緩和ケア病棟）は、県内外から治癒困難な癌の患者を受け入れている。患者がその人らしい安らかな最期の日々を送られるよう、最新の緩和医療技術を用いながら、医師・看護師・チャプレン（病院付き牧師）・理学療法士・ソーシャルワーカーなどがチームとなって援助している。

## アクセス
- 阪急バス「有野台8丁目」バス停下車、徒歩2分
- 神戸電鉄岡場駅より無料送迎バスあり